# Victor Dillard

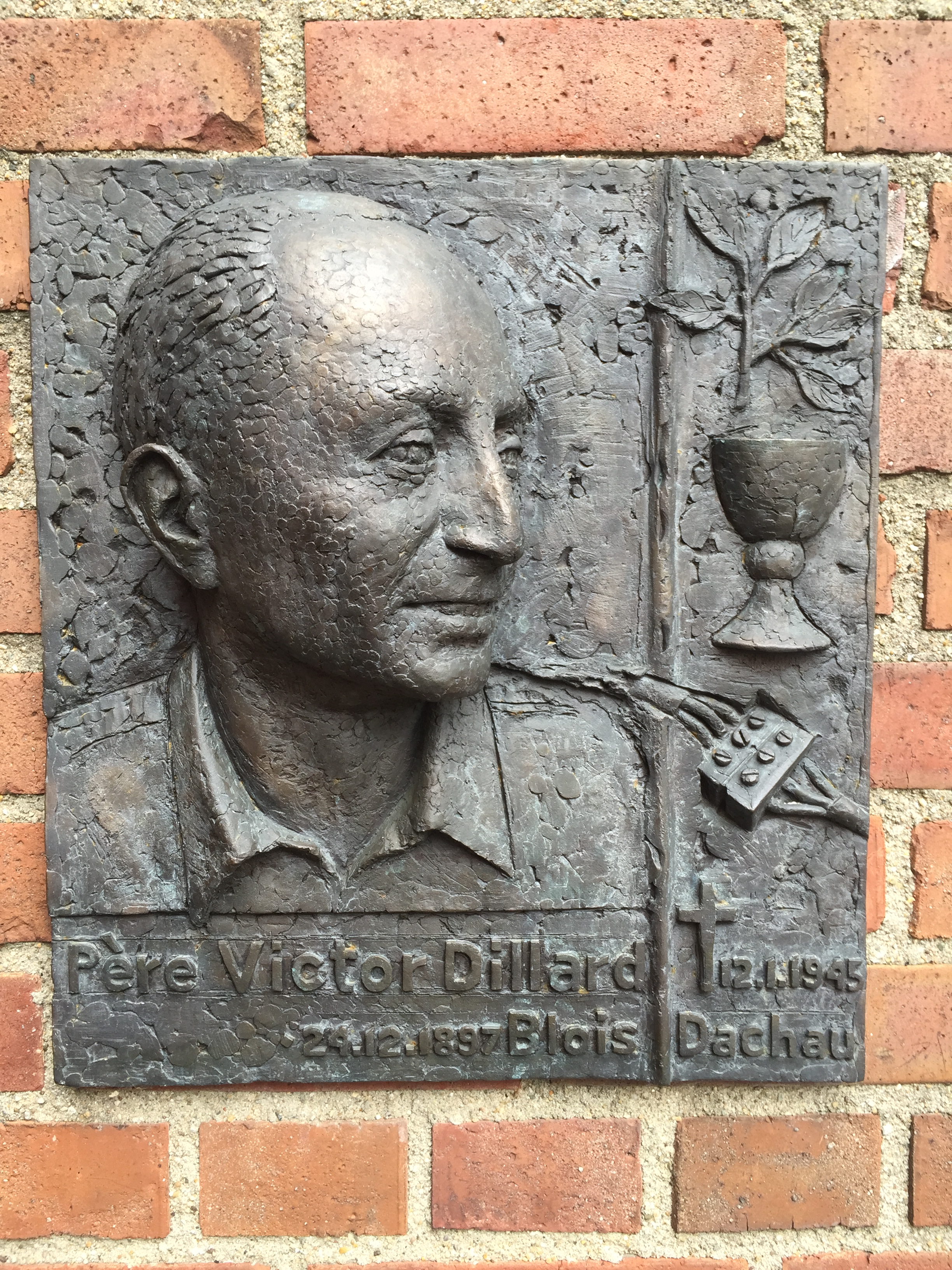
Pater Victor Dillard-Gedenktafel an der Kirche Sankt Konrad in Wuppertal

Victor Dillard (* 24. Dezember 1897 in Blois an der Loire; † 12. Januar 1945 im Konzentrationslager Dachau) war ein französischer katholischer Geistlicher (Jesuit) und Widerstandskämpfer gegen den Nationalsozialismus.

## Leben und Wirken

### Wirken als Jesuit
Im Ersten Weltkrieg diente Victor Dillard in der französischen Armee als Instrukteur der polnischen Armee; 1920 trat er den Jesuiten bei. Er studierte Wirtschaftswissenschaften sowie Katholische Theologie in Innsbruck und reiste während seines Studiums unter anderem nach Großbritannien und Deutschland. Sein besonderes Interesse galt sozialen Fragen und der Jugendarbeit. Seine erste Messe zelebrierte er 1931 in der Kapelle des Schulinternats Notre-Dame des Aydes in seiner Heimatstadt, das er selbst besucht hatte. Anschließend arbeitete er in einem Haus des Jesuitenordens, wo er Studenten betreute. Er betrieb weiter seine Studien und machte mit der finanziellen Unterstützung des Unternehmers Isidor Straus eine Reise in die Vereinigten Staaten, in deren Verlauf er auch den Präsidenten Franklin D. Roosevelt traf.

### Widerstand in Wuppertal
Als der Zweite Weltkrieg ausbrach, wurde Dillard erneut Soldat, wurde gefangen genommen, konnte aber fliehen. Weil er politische Gefangene im Gefängnis besuchte, fiel er der Gestapo auf. Als die französischen Bischöfe zur Auslandsseelsorge aufriefen, wollte er ursprünglich nach Nordafrika reisen. Stattdessen nahm er dann aber im Oktober 1943 unter falschem Namen und als Elektriker getarnt eine Arbeit bei der Wuppertaler Dampfkessel- und Apparatebaufabrik Siller & Jamart an. Neben seiner Arbeit betreute er die französischen Zwangsarbeiter und feierte Gottesdienste, unter anderem in der Kapelle des Krankenhauses St. Josef. Im April 1944 wurde er verraten und kam ins Polizeigefängnis Bendahl, wo er unter anderem Maria Husemann und Hans Carls kennenlernte. Am 12. November 1944 wurde er ins KZ Dachau gebracht, wo er am 12. Januar 1945 aufgrund der schlechten Lagerbedingungen starb.

## Ehrungen
Am 12. Januar 2002, dem 57. Todestag Victor Dillards, wurde in der Hauskapelle des Krankenhauses St. Josef in Wuppertal-Elberfeld eine Gedenktafel für Victor Dillard enthüllt. Im August 2005 wurde im Rahmen des Weltjugendtags in Köln an der Kirche St. Konrad in Wuppertal eine Gedenktafel angebracht sowie im Januar 2006 an der Schule Notre-Dame des Aydes in Blois eine weitere für Père Dillard.

## Publikationen
- Lettres à Jean-Pierre pour devenir un homme. 1938
- Evolution de la monnaie en France. 1941 (Dissertation)
- Lettres du Prisonnier Inconnu, 1941
- Jeunes étudiants d'Amérique. 1942
- Jeunes travailleurs d'Amérique. 1942